# Joaquín Bernardo García-Castro
Joaquín Bernardo García-Castro  ( * 1944- 22 de agosto de 2001) fue un destacado especialista en orquídeas, botánico y taxónomo, y médico costarricense.
Fue presidente de la Asociación costarricens de Orquideología, en el período 1988 –1989.
Junto con su colega y connacional Dra. Dora Emilia Mora de Retana trabajaron en la taxonomía de las orquídeas de Centroamérica. Él falleció treinta días después que su colega.
- La abreviatura «García-Castro» se emplea para indicar a Joaquín Bernardo García-Castro como autoridad en la descripción y clasificación científica de los vegetales.[1]